# Joaquim da Rocha Alves
Joaquim da Rocha Alves (Angra do Heroísmo, 15 de janeiro de 1903 — Angra do Heroísmo, 29 de novembro de 1961), foi um médico e político, que exerceu, entre outras funções de relevo, o cargo de presidente da Câmara Municipal de Angra do Heroísmo e de governador civil do Distrito Autónomo de Angra do Heroísmo. Apoiante do Estado Novo, foi dirigente da União Nacional.

## Biografia
Nasceu na freguesia de Santa Luzia de Angra, filho de José da Rocha Melo e de Maria Paulina Alves Correia. Passou a sua infância na freguesia de Santa Bárbara, de onde a mãe era oriunda.
Após concluir os estudos liceais em Angra do Heroísmo, matriculou-se na Faculdade de Medicina de Lisboa, onde obteve a licenciatura em 1930. 
Fixou-se como médico em Angra do Heroísmo, com consultório privado, mas prestando serviço no Hospital da Santa Casa da Misericórdia, no Batalhão Independente de Infantaria n.º 17, no destacamento da Legião Portuguesa e nos sindicatos e outros organismos corporativos.
Para além da sua atividade profissional teve importante ação cívica como dirigente de múltiplos organismos associativos, entre os quais a Associação de Futebol de Angra do Heroísmo e o Lawn Tennis Club. Colaborou na imprensa local e foi diretor do Diário Insular.
Dirigente da União Nacional, foi por três vezes nomeado presidente da Câmara Municipal de Angra do Heroísmo e exerceu o cargo de governador civil substituto do Distrito Autónomo de Angra do Heroísmo.
Recebeu a Medalha de Dedicação, prata, da Legião Portuguesa.